# Filip III (hrabia Waldeck-Eisenberg)
Filip III. (ur. 1486 w zamku Waldeck Waldeck, zm. 20 czerwca 1539 w Arolsen) – od 1524 do 1539 hrabia Waldeck-Eisenberg.

## Życiorys
Był synem hrabiego Filipa II Waldeck-Eisenberg i jego pierwszej żony, Katarzyny Solms-Lich. Panował od 1524 do 1539 jako hrabia Filip III Waldeck-Eisenberg.
W 1520 wzniósł nowe skrzydło mieszkalne Goldhausen na zamku Waldeck Waldeck. Dalsza rozbudowa miała miejsce w latach 1563/65 i była kontynuowana przez jego syna Wolrada II.

## Konwersja
Wkrótce po wstąpieniu na tron Filip został inicjatorem reformacji na ziemiach hrabstwa Waldeck w 1525 r. Filip III i jego siostrzeniec, Filip IV, hrabia Waldeck-Wildungen, zbudowali kościół, którego pastorem został kaznodzieja Jan (Jan Trygophorus), proboszcz Waldeck. Dnia 17 czerwca 1526 wygłosił swoje inauguracyjne kazanie. 26 czerwca 1526 za religię państwową uznano luteranizm, co znacznie zwiększyło zainteresowanie tym odłamem chrześcijaństwa w regionie – cztery miesiące później landgraf Filip I Heski zapoznawszy się ustawami Synodu z Homberg wprowadził luteranizm jako religię w Hesji. W 1529 w kościele Korbacher Kilian's (na ołtarzu, gdzie jest on przedstawiony jako założyciel) jako pierwszy głosił zasady doktryny luterańskiej. Jedynie w miejscowości Korbach luteranizm się nie przyjął.

## Małżeństwa i dzieci
Pierwszą żoną Filipa była Adelajda (zm. 1515), córka hrabiego Otto IV Hoya, poślubił ją w 1503 r. Jego drugą żoną była Anna z Kleve (1495-1567), jedyna córka księcia Jana II z Kleve i Methyldy von Hessen-Marburg, poślubił ją w 1519.
Z pierwszego małżeństwa :
- Otto (1504-1541)
- Elżbieta (1506-1562), mąż 1525 Jan de Melun, wicehrabia Ganday
- Wolrad II (ur. 27 marca 1509 w Eilhausen, zm. 15 kwietnia 1575 Eilhausen), hrabia Waldeck-Eisenberg
- Eryka (1511-1560), mąż 1526 Eberhard von der Mark, hrabia Arenberg, następnie drugi mąż w 1532 Dietrich V. von Manderscheid-Virneburg

Z drugiego małżeństwa pochodziły:
- Filip V (1519/20-1584), pastor
- Jan I (1521/2-1567) hrabia Waldeck-Landauer
- Katarzyna (1523/4-1583), mąż 1550 hrabia Bernhard VIII von Lippe
- Franciszek (1526-1574), żona 1563 Maria Gogreve